# 18957 Mijacobsen
18957 Mijacobsen (2000 QE128) là một tiểu hành tinh vành đai chính được phát hiện ngày 24 tháng 8 năm 2000 bởi Nhóm nghiên cứu tiểu hành tinh gần Trái Đất phòng thí nghiệm Lincoln ở Socorro.